# Nil (Zigarettenmarke)
| NIL blau                                                                                 | NIL blau |
| ---------------------------------------------------------------------------------------- | -------- |
| Teer:                                                                                    | 10 mg    |
| Nikotin:                                                                                 | 0,8 mg   |
| Kohlenmonoxid:                                                                           | 10 mg    |
| Stand 3/2007 Die Angaben gelten für die auf dem deutschen Markt erhältlichen Zigaretten. |          |

| NIL weiß                                                                                  | NIL weiß |
| ----------------------------------------------------------------------------------------- | -------- |
| Teer:                                                                                     | 7 mg     |
| Nikotin:                                                                                  | 0,6 mg   |
| Kohlenmonoxid:                                                                            | 9 mg     |
| Stand 11/2010 Die Angaben gelten für die auf dem deutschen Markt erhältlichen Zigaretten. |          |

Nil-Logo

Nil ist eine Marke der zu Japan Tobacco gehörigen Austria Tabak (ehemals Österreichische Tabakregie). Sie ist eine der ältesten auf dem österreichischen und deutschen Markt verbliebenen Zigarettenmarken. 

## Geschichte
Die Zigaretten der Marke Nil wurden seit 1901 als sogenannte Orientzigaretten hergestellt und waren besonders in Künstlerkreisen sehr beliebt. Beispielsweise rauchte Otto Dix Nil. Bis Ende der 1920er Jahre enthielten sie, wie die meisten Orientzigaretten, Hanf (8 %). Zusätzlich zur klassischen, filterlosen Nil mit dem charakteristischen ovalen Querschnitt kam 1957 eine Filterversion der Zigarette auf den Markt, die bis 1976 erhältlich war. Seit 1998 wurde die Marke von der Austria Tabak neu ausgerichtet und wieder stark beworben. Zur wieder hergestellten Filterzigarette traten bald eine Leichtmarke und ein Feinschnitttabak. Bei der Produktneueinführung wurde angegeben, NIL sei die älteste noch hergestellte Marke auf dem deutschen Markt, obwohl es ältere Marken gab und noch gibt. Derzeit  ist NIL erhältlich als NIL (blau, mittelstark) und NIL-Weiss (lights). Nil-Feinschnitt ist nur in Österreich käuflich, sein Vertrieb in Deutschland wurde nach kurzer Zeit beendet. Die Herstellung der klassischen, filterlosen Nil aus reinem Orienttabak wurde zur Jahreswende 2003/2004 aufgrund europaweit neu inkrafttretender Beschränkungen für Teer- und Nikotinwerte eingestellt. Anfang 2011 wurde in Österreich das Auslaufen der Marke NIL bekanntgegeben. In Deutschland ist Nil blau und weiß weiter erhältlich.  
Das Logo der NIL-Zigaretten besteht aus einem blauen Rechteck, in das der Schriftzug NIL in weißen Großbuchstaben, bekrönt von einem ebenfalls weißen Adler mit dem auf die ehemalige Tabakregie bezugnehmenden Firmennamen REGIE, gesetzt ist.

## Produkte
- NIL blau (Nikotin: 0,8 mg | Kondensat/Teer: 10 mg | Kohlenstoffmonoxid: 10 mg)
- NIL weiß (Nikotin: 0,6 mg | Kondensat/Teer: 7 mg | Kohlenstoffmonoxid: 9 mg)

## Limitierte Editionen
Zum 100. Geburtstag 2001 erschien eine Sonderedition der Marke mit Schwarzweißfotos österreichischer und deutscher Künstler auf den Schachtelrückseiten. Dazu gehörten Otto Sander, Fiona Bennett, Ugo Dossi, Steffen Wink, Geschwister Pfister und Peter Patzak. 
Im Sommer 2007 gab es die sogenannte NIL-Heimatedition. In Anlehnung an den Zigarettennamen Nil wurden fünf bedeutende Flüsse ausgewählt und anstelle des markanten Nil-Schriftzuges aufgebracht. Folgende Flüsse waren ausgewählt worden: Donau, Elbe, Isar, Rhein und Spree.

## Belege
1. 1 2  Quelle: BMELV
2. ↑  Otto Dix, Briefe. Köln 2013. S. 585.
3. ↑  http://archiv.hanflobby.de/HANFeV/
4. ↑  http://www.zigsam.at/B_Nil.htm